# All About Us
"All About Us" là đĩa đơn đầu tiên từ album phòng thu tiếng Anh thứ hai của ban nhạc Nga, Dangerous and Moving và phiên bản Nga Lyudi Invalidy (Người tàn tật). Ca khúc do The Veronicas cùng Josh Alexander và Billy Steinberg sáng tác.

## Danh sách track
Đĩa đơn CD Nhật Bản

Phát hành 1 tháng 9 năm 2005
1. "All About Us"
2. "All About Us" (nhạc đệm)

Đĩa đơn CD Maxi Liên hiệp Anh

Phát hành 26 tháng 9 năm 2005
1. "All About Us" (Phiên bản đĩa đơn): 3'05
2. "Divine" (Phiên bản dài không-LP) 3'17
3. "All About Us" (Dave Aude chỉnh sửa giọng) 4'36
4. "All About Us" (Stephane K phối radio) 4'09

- "All about Us" (Video gốc) 3'26

Đĩa đơn CD Maxi châu Âu

Released 30 tháng 9 năm 2005
1. "All About Us" (Phiên bản đĩa đơn): 3'05
2. "Divine" (Phiên bản dài không-LP) 3'17
3. "All About Us" (Dave Aude chỉnh sửa giọng) 4'36
4. "All About Us" (Stephane K phối radio) 4'09

- "All about Us" (Video gốc) 3'26

The Remixes CD single
1. "All About Us" (Dave Aude giọng trong phòng rộng)
2. "All About Us" (Dave Aude chỉnh giọng)
3. "All About Us" (Dave Aude Big Club Dub)
4. "All About Us" (Dave Aude Big Mixshow)
5. "All About Us" (Dave's Acid Funk Dub)
6. "All About Us" (Stephane K phối radio)
7. "All About Us" (Stephane K phối mở rộng)
8. "All About Us" (Stephane K Guitar Dub Mix)
9. "All About Us" (The Lovermakers Mix)
10. "All About Us" (Glam As You Mix của Guena LG)
11. "All About Us" (Glam As You Radio Mix của Guena LG)
12. "All About Us" (Sunset In Ibiza Mix của Guena LG)
13. "All About Us" (Sunset In Ibiza Radio Mix của Guena LG)

DVD promo single
- All About Us" (Video gốc)
- All About Us" (Video bị kiểm duyệt)

## Bảng xếp hạng
| Quốc gia                | Vị trí cao nhất |
| ----------------------- | --------------- |
| Australia               | 39              |
| Áo                      | 3               |
| Ý                       | 4               |
| Bỉ Flander              | 11              |
| Bỉ Wallone              | 4               |
| Phát thanh Cộng hòa Séc | 6               |
| Châu Âu                 | 6               |
| Phần Lan                | 4               |
| Pháp                    | 7               |
| Đức                     | 7               |
| Greenland Radio Top 20  | 15              |
| Radio Hồng Kông         | 1               |

| Quốc gia                         | Ví trí cao nhất |
| -------------------------------- | --------------- |
| Ireland                          | 20              |
| Na Uy                            | 10              |
| Phát thanh Ba Lan                | 1               |
| Rumani Top 100                   | 16              |
| Nga                              | 5               |
| Thụy Điển                        | 6               |
| Thụy Sĩ                          | 9               |
| Tây Ban Nha Top 40               | 11              |
| Đài Loan Top 40                  | 1               |
| UK Singles Chart                 | 8               |
| US Billboard Hot Dance Club Play | 13              |